# Imants Kalniņš
Imants Kalniņš (26. maj 1941 i Riga) er en lettisk komponist, kulturarbejder og politiker, der har været valgt til Letlands parlament Saeima gennem flere samlinger.
Kalniņš har komponeret syv symfonier (f.eks. hans symfoni nr 4 "Rocksymfoni" - for rytmegruppe og symfoniorkester, som er mest kendt), adskillige operaer (indregnet den første sovjetiske rockopera "Ei, jūs tur!" (Hør, De dér!), kantater, korsange samt film- og teatermusik. Mest kendte er nok hans rocksange, mellem dem Liepājas officielle hymne "Pilsētā, kurā piedzimst vējš" (Byen hvor blæst fødes).
Imants Kalniņš er siden den 26. oktober 1998 Officer af Trestjerneordenen

## Udvalgte værker
- Symfoni nr. 1 (1964) - for orkester
- Symfoni nr. 2 (1965) - for orkester
- Symfoni nr. 3 (1968) - for orkester
- Symfoni nr. 4 "Rock Symfoni" (1973) - for sanger, rytmegruppe og orkester
- Symfoni nr. 5 (1979) -  for orkester
- Symfoni nr. 6 (2001) - for kor og orkester
- Symfoni nr. 7 (2018) - for orkester
- CelloKoncert (1963) - for cello og orkester
- Koncert (1966) - for orkester
- "Hey, du der!" (1971) - Rock-opera